# 桑原盛正
桑原 盛正（くわはら もりまさ）は、戦国時代の武将。後北条氏の家臣。

## 略歴
北条氏康の御馬廻衆。側近家臣として遠山綱景、大石道俊と共に武田家への取次を務めた。
天文13年（1544年）正月2日に武田家との和睦の為に小山田信有の元を訪問し、駒井高白斎から武田晴信が作成したと思われる「御条目」を受け取った。
天文14年（1545年）10月15日には今川家と北条家の和睦仲裁を晴信が行ったため、陣所を訪れた高白斎から連署状を受け取った。
天文23年（1554年）12月には北条氏政と黄梅院の婚儀において、黄梅院の請取を家老である松田盛秀、遠山綱景と共に担当した。